# 王超 (野球)
王 超（おう ちょう、ワン・チャオ、Wang Chao 1983年3月23日 - ）は、中国出身の元プロ野球選手（外野手）。右投げ右打ち。

## 経歴
- 元々は投手であった。2001年9月、16歳でシアトル・マリナーズとマイナー契約を交わし、中国本土初の米国プロ野球選手となった。ただこの時は後に同じくマリナーズとマイナー契約を交わした王偉らとは違い、中国棒球協会の事前承認を受けていなかった。そのため協会が契約無効を申し立てたこともあった。マリナーズでは、ルーキーリーグ・ピオリアでプレーしていたが、2004年退団。
- 帰国後、天津ライオンズに入団。怪我の影響もあり当初あまり活躍できなかったが、主力に定着した2007年には、中国野球リーグの最多安打、最多得点のタイトルを獲得した。
- シュアな打撃に長打力とスピードを兼ね備える一方、打球判断など守備面での課題を残す。肩をメジャーでケガしたため、元投手ながら肩があまり強くない。